# Гонсевские
Гонсевские (вернее, Госевские; пол. Kategoria:Gosiewscy herbu Ślepowron‎) — польский дворянский род.
Род герба Слеповрон (Корвин). Ян Корвин-Гонсевский переселился в конце XVI века в Литву. Сыном его был Александр, воевода Смоленский. Из сыновей Александра Винцент был гетманом, а Христофор — воеводой Смоленским.
Матвей Гонсевский был генералом и начальником литовской артиллерии (1690), а Богуслав — епископом Смоленским (1733).
- Госиевский, Владислав (1844—1911) — польский математик, физик, философ и логик.

Из двух ветвей этого рода одна внесена в VI часть родословных книг Гродненской и Минской губерний, а другая в I часть родословной книги Минской губернии.